# 호나탄 크리스탈도
호나탄 에세키엘 크리스탈도(스페인어: Jonathan Ezequiel Cristaldo, 1989년 3월 5일 ~ )는 이탈리아의 축구 선수로서, 포지션은 스트라이커이다. 현재 라싱 클루브에서 활약하고 있다.

## 수상
벨레스 사르스필드
- 아르헨티나 프리메라 디비시온 (1): 2009 클라우수라